# Genzone
Genzone là một comune (đô thị tự trị) trong tỉnh Pavia của nước Ý miền Lombardia, vị trí vào khoảng 35 km Đông Nam của Milano và khoảng 15 km phía Đông của Pavia. Tính đến ngày 31 tháng 12 năm 2004, dân số Genzone là 348 và có diện tích 4 km².
Genzone giáp ranh với các thành phố sau: Copiano, Corteolona, Filighera, Gerenzago.